# (2410) Morrison
(2410) Morrison est un astéroïde de la ceinture principale.

## Description
(2410) Morrison est un astéroïde de la ceinture principale. Il fut découvert le 3 janvier 1981 à la station Anderson Mesa par Edward L. G. Bowell. Il présente une orbite caractérisée par un demi-grand axe de 2,22 UA, une excentricité de 0,06 et une inclinaison de 2,4° par rapport à l'écliptique.

## Compléments